# Leptoneta berlandi
Leptoneta berlandi là một loài nhện trong họ Leptonetidae.
Loài này thuộc chi Leptoneta. Leptoneta berlandi được miêu tả năm 1986 bởi Machado & Ribera.